# NGC 2573A
NGC 2573A (другие обозначения — ESO 1-9, AM 2247-892, IRAS22443-8923, PGC 70680) — спиральная галактика с перемычкой (SBb) в созвездии Октант.
Этот объект не входит в число перечисленных в оригинальной редакции «Нового общего каталога» и был добавлен позднее.